# Polygala membranacea
Polygala membranacea là một loài thực vật có hoa trong họ Polygalaceae. Loài này được (Miq.) Görts miêu tả khoa học đầu tiên năm 1974.